# United States National Team Development Program
La United States National Team Development Program (NTDP) (en français : L'Équipe nationale de développement des États-Unis), est une franchise de hockey sur glace amateur évoluant à Ann Arbor dans l'État du Michigan aux États-Unis. Elle est dans la division Est de la United States Hockey League.

## Historique
L'équipe a été créée en 1996.